# Adin Brown
Adin Brown (Pleasant Hill, 27 de maio de 1978) é um futebolista norte-americano que atua como goleiro. Atualmente é o treinador de goleiros do San Jose Earthquakes.